# Neuville-au-Bois
Neuville-au-Bois település Franciaországban, Somme megyében. Lakosainak száma 146 fő (2022. január 1.). Neuville-au-Bois Citerne, Forceville-en-Vimeu, Fresnes-Tilloloy, Oisemont és Vaux-Marquenneville községekkel határos.

## Népesség
A település népességének változása:
| Lakosok száma | 158  | 154  | 153  | 152  | 151  | 149  | 148  | 146  |
|               | 2013 | 2015 | 2017 | 2018 | 2019 | 2020 | 2021 | 2022 |